# Yiliang, Kunming
Yiliang, tidigare stavat Iliang, är ett härad som lyder under Kunmings stad på prefekturnivå i Yunnan-provinsen i sydvästra Kina.